# Mandres-sur-Vair
Mandres-sur-Vair ist eine auf 340 Metern über Meereshöhe gelegene französische Gemeinde im Département Vosges in der Region Grand Est (vor 2016: Lothringen). Sie gehört zum Kanton Vittel im Arrondissement Neufchâteau. Die Bewohner nennen sich Mandrions oder Mandrionnes.

## Lage
Mandres-sur-Vair liegt am Fluss Vair, etwa sechs Kilometer nordwestlich der Mineralwasserstadt Vittel.
Die Gemeinde grenzt im Norden an Belmont-sur-Vair, im Nordosten an Saint-Remimont, im Osten an Norroy, im Süden an Contrexéville, im Südwesten an Bulgnéville und im Nordwesten an Auzainvilliers. In der sechs Kilometer entfernten Stadt Bulgnéville besteht ein Anschluss an die Autobahn A 31.

## Bevölkerungsentwicklung
| Jahr      | 1962 | 1968 | 1975 | 1982 | 1990 | 1999 | 2008 | 2019 |
| --------- | ---- | ---- | ---- | ---- | ---- | ---- | ---- | ---- |
| Einwohner | 310  | 289  | 287  | 361  | 324  | 329  | 343  | 440  |

## Sehenswürdigkeiten
- Kirche Saint-Maurice mit einer denkmalgeschützten Pietà

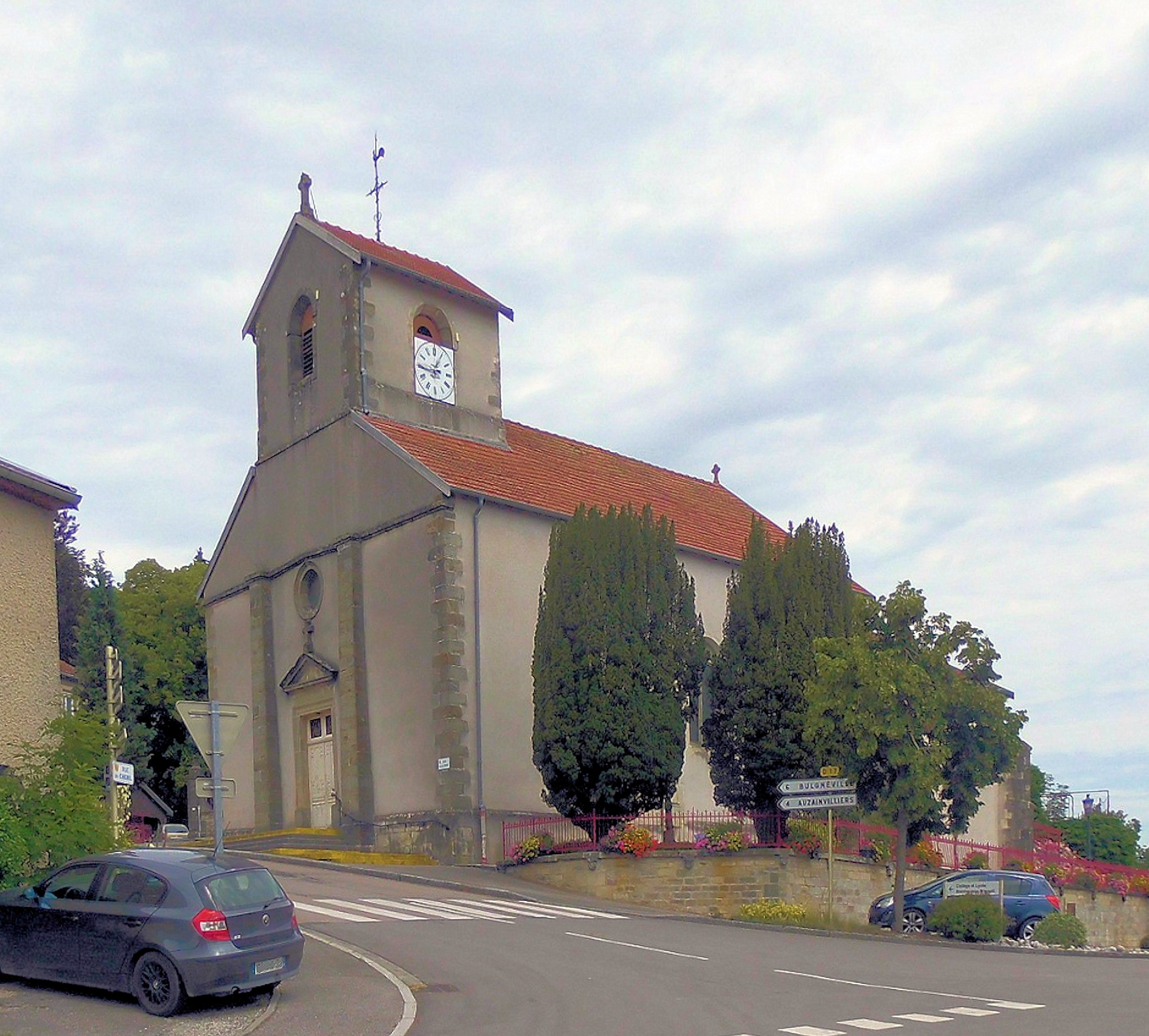
Kirche Saint-Maurice
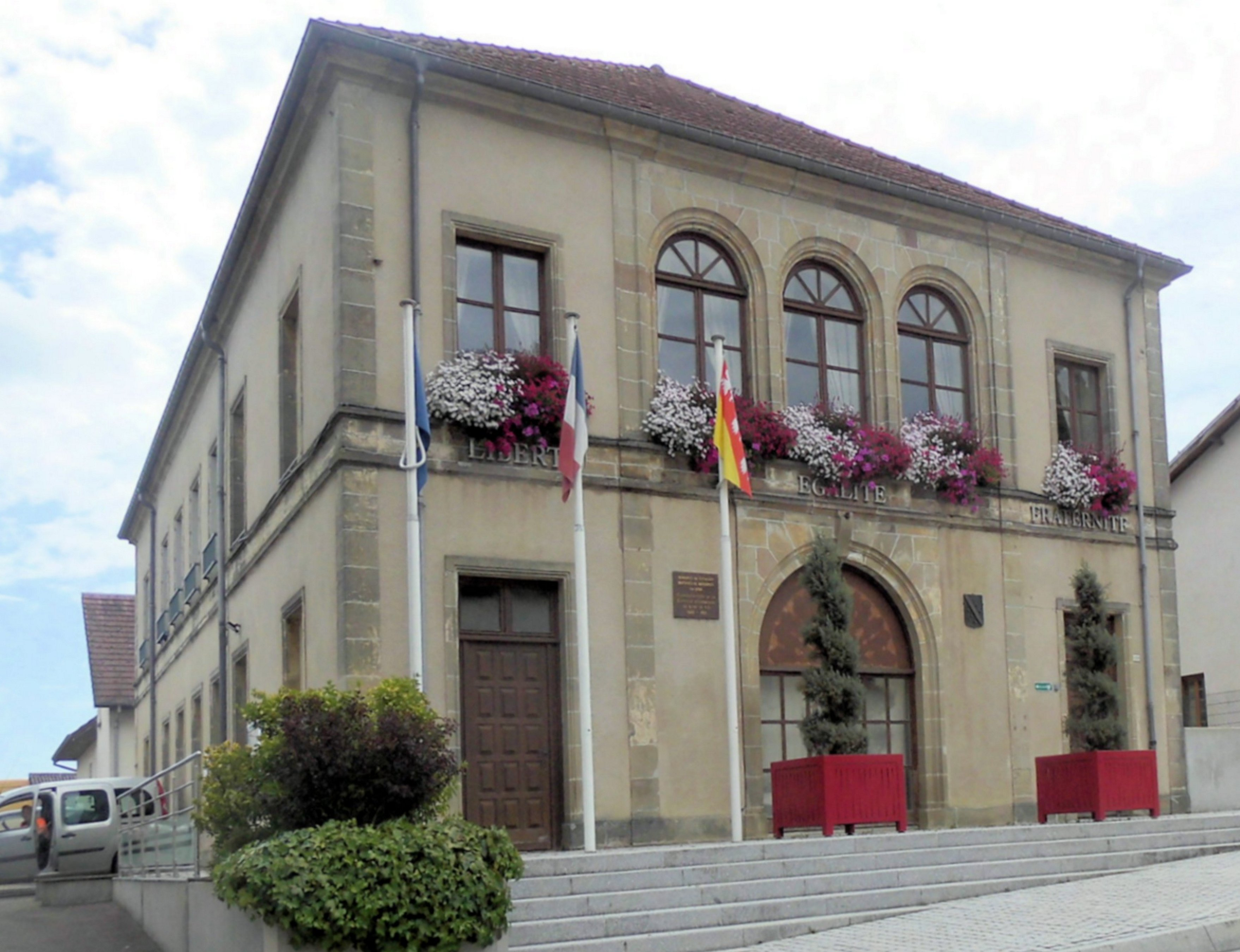
Rathaus- und Schulgebäude